# Проспект 50-річчя Перемоги (Мелітополь)
Проспект 50-річчя Перемоги — проспект в Мелітополі, центральна вулиця Мікрорайону. Починається від вулиці Гетьмана Сагайдачного, де зливається з проспектом Богдана Хмельницького, і закінчується перехрестям з провулком Олександра Тишлера.

## Історія
Рішення про прорізку проектної вулиці від вулиці Гоголя до Селянського провулка було прийнято 30 березня 1966. 16 січня 1969 проектна вулиця була тимчасово названа 4-й Продольной (рос.). У цей же час на Мікрорайоні виникли 3-тя Продольна (рос.) і 2-а Поперечна вулиці. Тимчасове назва зберігалася за вулицею понад чверть століття, і лише 3 травня 1995 року, напередодні Дня Перемоги, 4-а Продольная (рос.) була перейменована в проспект 50-річчя Перемоги.

## Об'єкти

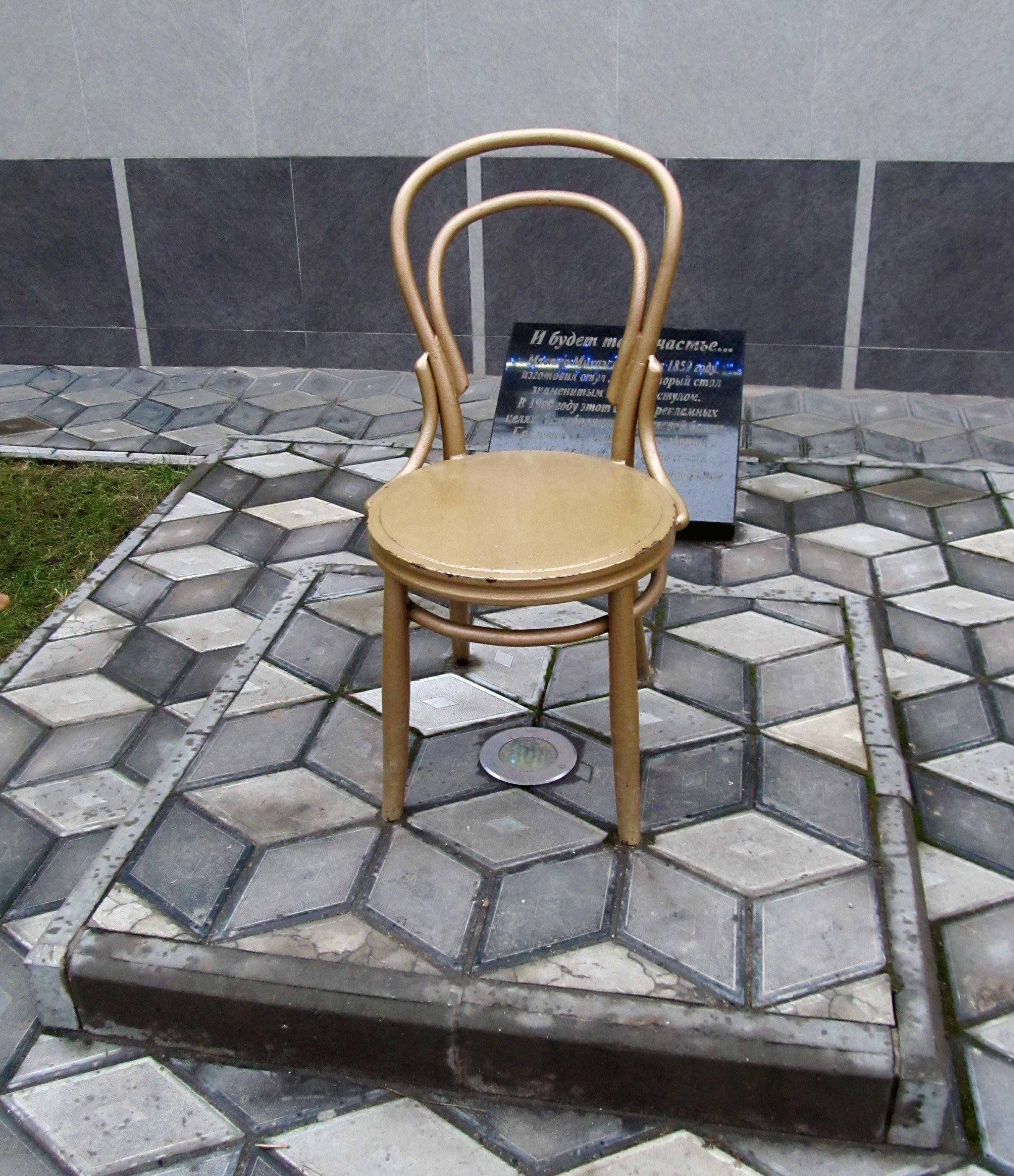
Пам'ятник віденському стільцю

- Мелітопольський промислово-економічний фаховий коледж
- Ризький ринок
- Лабораторія поліклініки № 2

## Транспорт
По проспекту проходять маршрути 1, 1А, 7, 11, 11А, 12, 14, 15, 16А, 17, 20, 22, 23, 24, 24А, 27, 27А, — більше половини автобусних маршрутів міста. Маршрути 28, 29, 34, 36 на сьогоднішній день скасовані.